# Puig Cargol (Calonge)
El Puig Cargol és una muntanya de 357 metres que es troba al municipi de Calonge, a la comarca catalana del Baix Empordà.
Al cim podem trobar-hi un vèrtex geodèsic (referència 311102001).